# 穆罕默德·法迪勒·穆赫德·佐尼斯
穆罕默德·法迪勒·穆赫德·佐尼斯（1997年12月3日—），马来西亚男子自行车运动员，2018年亚洲运动会男子团体竞速赛银牌得主、2022年亚洲运动会男子团体竞速赛铜牌得主。